# Gareth Southgate
Gareth Southgate (Watford, 1970. szeptember 3. –) korábbi angol válogatott labdarúgó, 2016 és 2024 között az angol válogatott szövetségi kapitánya.
Southgate kétszer nyerte meg az angol ligakupát, először az Aston Villa, majd a Middlesbrough együttesével, utóbbi csapattal FA kupa és UEFA-kupa döntőt is játszhatott karrierje során, valamint ő volt az 1993-94-es idényben másodosztályú bajnoki címet nyerő Crystal Palace csapatkapitánya. Az angol válogatottban 57 alkalommal léphetett pályára, majd 2006-ban visszavonult és az Premier League-ben szereplő Middlesbrough edzője lett.

## Pályafutása

### Crystal Palace
A watfordi születésű labdarúgó profi pályafutását a londoni Crystal Palace-nál kezdte, mint középpályás. Tehetségére hamar fény derült, és már első klubcsapatánál kapitányi karszalagot kapott, azonban mikor megalakult a Premier League, a Crystal Palace kiesett az angol első osztályból, ekkor igazolt Southgate a birminghami Aston Villához. Az akkor már válogatott játékos vételára már 2,5 millió font volt, miután négy év alatt 152 bajnokit játszott az első osztályban.

### Aston Villa
Southgate az Aston Villánál töltött éveiben vált az angol futball meghatározó alakjává. A birminghami klubnál is hamar csapatkapitánnyá vált, a Villa színeiben azonban már klasszikus középhátvéd poszton játszott. Rögtön az első szezonban megnyerte csapatával az angol ligakupát,ezzel csapata kvalifikálta magát az UEFA-kupa küzdelmeibe. Az 1999–2000 szezonban FA-kupa döntőt játszhatott. Az akkor 29 éves labdarúgó azonban még a 2000-es Európa-bajnokság előtt váltani szeretett volna, a Villa akkori trénere, John Gregory azonban maradásra tudta bírni még egy évig. Gareth Southgate végül 2001-ben igazolt az észak-angliai Middlesbrough-hoz.

### Middlesbrough FC
Az angol válogatott hátvéd Steve McClaren első igazolása volt 2001-ben. Southgate már az első évben elnyerte a csapat legjobbjának járó díját, mivel a szezonban egyetlen sárga lapot sem kapott, ezzel sportszerűségét is díjazták. A Middlesbrough csapatkapitányi karszalagját is megkapta alig egy éven belül, 2002-től már ő irányította az északi együttest. 2004-ben ligakupát nyert a Boróval, Southgate azonban nem sokkal a döntő után súlyos térdsérülést szenvedett, ami miatt hosszabb pihenőre kényszerült, többek között ez akadályozta meg a hátvédet abban, hogy Rio Ferdinanddal a Manchester Unitedhez igazoljon.
Southgate maradt a Middlesbroughnál, és egészen a döntőig jutott az UEFA-kupában, ahol a 4–0-ra vesztettek a Sevillával szemben. Ez a mérkőzés volt Gareth Southgate utolsó profi mérkőzése, majd 2006-tól edzőként segítette a Middlesbrought.

### A válogatottban
Southgate 1995 decemberében mutatkozott be az angol válogatottban Portugália ellen csereként. Játszott az 1996-os angliai Európa-bajnokságon, ahol Anglia egészen a elődöntőig jutott, majd elveszítették a németekkel szembeni büntető párharcot, pont Southgate kihagyott tizenegyese miatt. A klasszis hátvéd később játszott az 1998-as világbajnokságon, a 2000-es Európa-bajnokságon, és a 2002-es világbajnokságon, illetve a 2004-es Eb-selejtezőkön is pályára lépett. 57 válogatottságából 42 alkalommal az Aston Villa játékosaként húzta magára a címeres mezt, ezzel a birminghami klub legtöbbszörös válogatott játékosa.

## Edzői pályafutása
Miután Steve McClarent kinevezték angol szövetségi kapitánynak, utódja Gareth Southgate lett a Middlesbrough élén. Kinevezése nagy vihart kavart, mert nem rendelkezett a szükséges edzői papírokkal (UEFA Pro Licenc). Elsőre 2006 novemberéig kapott ideiglenes engedélyt, majd időközben elkezdte tanulmányait az edzőképzés terén.
Első szezonjában a 12. helyen végzett a Boróval, legnagyobb győzelmét a Manchester City 8–1-es legyőzésével aratta 2008 májusában. Időközben rengeteg kritikát kapott tapasztalatlansága miatt. A 2007-2008-as szezon végén éppen hogy sikerült elkerülnie a kiesést.
2008 novemberében, a nyolcadik fordulóban sikerült először nyernie Southgate csapatának, és ezt követően 14 nyeretlen forduló következett. 2009. február 28-án, miután a Stoke City-től is kikaptak, a szurkolók egy része felszólította, hogy mondjon le a vezetőedzői posztról. Március 24-én Steve Gibson klubelnök úgy nyilatkozott, hogy Southgate kirúgása nem segítene a csapat helyzetén.  Végül a Middlesbrough 32 ponttal a 19. helyen zárta a bajnokságot és kiesett, Southgatenek úgy fogalmazott, hogy célja a csapat minél előbbi visszajuttatása az élvonalba.
2009. október 20-án vereséget szenvedtek a Derby County csapatától, és bár a negyedik helyen álltak a bajnokságban, mindössze egy ponttal lemaradva az első helyezettől, Southgatenek mennie kellett. Steve Gibson ekkor már úgy nyilatkozott, hogy ez a döntés szolgálja legjobban a klub érdekeit.
2013 augusztusában nevezték ki az angol U21-es válogatott élére, hároméves szerződést aláírva. Southgate vezetésével sikeresen vette a csapat a 2015-ös U21-es Európa-bajnokság selejtezőit, ahol Anglia csoportjában az első helyen végzett.
2016. szeptember 27-én kinevezték az angol válogatott ideiglenes szövetségi kapitányának miután Sam Allardyce vesztegetési botrányba keveredett. November 30-án szerződését négy évvel meghosszabbították, miután a válogatott az irányításával játszott négy mérkőzésen veretlen maradt. A 2024-es Európa-bajnokság döntője után mondott le posztjáról, egy világbajnoki negyed-, és egy elődöntőt elérve, illetve két Európa-bajnoki ezüstérmet szerezve.

## Egyéb szerepvállalásai
2003-ban régi barátjával, a West Ham United kapusedzőjével, Andy Woodmanal könyvet írtak Woody & Nord: The Football Friends címmel. A könyvet díjazták az Év Sportkönyve kategóriában.
Roary & Friends címmel 2005-ben gyerekverseinek egy gyűjteményét adták ki.
A 2006-os világbajnokság ideje alatt az ITV szakkommentátoraként dolgozott. Azóta is vállal ilyen felkérést a Sky Sportsnál vagy a BBC-nél.

## Magánélete
Nős, felesége Alison, akivel két gyermeket nevelnek.

## Sikerei, díjai
Crystal Palace
- Football League Second Division
  - bajnok (1): 1993–94

Aston Villa
- FA-kupa
  - döntős (1): 2000

Middlesbrough
- Angol ligakupa
  - győztes (1): 2004
- UEFA-kupa
  - döntős (1): 2006

## Edzői statisztikája
2024. július 14-én lett frissítve.
| Csapat        | Edzőség kezdete      | Edzőség vége         | Eredményességi mutató | Eredményességi mutató | Eredményességi mutató | Eredményességi mutató | Eredményességi mutató | Forrás        |
| Csapat        | Edzőség kezdete      | Edzőség vége         | M                     | GY                    | D                     | V                     | Győz %                | Forrás        |
| ------------- | -------------------- | -------------------- | --------------------- | --------------------- | --------------------- | --------------------- | --------------------- | ------------- |
| Middlesbrough | 2006. június 7.      | 2009. október 20.    | 151                   | 45                    | 43                    | 63                    | 29.8                  | [ 22 ] [ 23 ] |
| Anglia U21    | 2013. augusztus 22.  | 2016. szeptember 27. | 31                    | 25                    | 3                     | 3                     | 80.65                 | [ 22 ] [ 24 ] |
| Anglia        | 2016. szeptember 27. | 2024. július 16.     | 102                   | 61                    | 24                    | 17                    | 59.8                  | [ 25 ]        |
| összesen      | összesen             | összesen             | 290                   | 133                   | 72                    | 85                    | 45.86                 | —             |